# 朝鮮杜父魚
朝鮮杜父魚，為輻鰭魚綱鮋形目杜父魚亞目杜父魚科的其中一種，為溫帶淡水魚，分布於亞洲韓國淡水流域，體長可達8.2公分，棲息在底層水域，生活習性不明。

## 擴展閱讀
維基物種上的相關：朝鮮杜父魚